# Generalife
El Generalife (segurament de l'àrab: جنة العريف, Jannat al-ʿArīf, ‘Jardí de l'Arquitecte’) és una vil·la amb jardins, emprada pels reis musulmans de Granada com a lloc de descans, situada a la ciutat de Granada, Andalusia. Va ser concebuda com a vil·la rural, on jardins ornamentals, horts i arquitectura s'integraven, a la rodalia de l'Alhambra. L'origen del nom és controvertit. Alguns advoquen per Jànnat al-Arif, amb el significat d'‘Horta o Jardí de l'Arquitecte’, tot i que també podria significar ‘el més excels jardí’. Aquest hort reial era comú en les corts andalusines i és fruit de les reformes i afegits que li van aportar els diferents sultans. Pels seus elements decoratius més antics, el palau va ser construït a finals del segle xiii pel segon sultà de la dinastia nassarita, Muhàmmad II al-Faqih, entre els anys 1273 i 1302. Va ser declarat, juntament amb l'Alhambra, Patrimoni de la Humanitat per la UNESCO el 1984.
El Generalife està situat fora de les muralles de l'Alhambra, a l'est, al vessant del turó del Sol. Va ser finca d'esbarjo dels sultans nassarites, però també era una explotació agrícola. En el període medieval tenia almenys quatre horts i la residència era un palau que el visir Ibn al-Yayyab va anomenar la Casa Reial de la Felicitat.
Està format per un conjunt d'edificacions, patis i jardins, que el converteixen en un dels majors atractius de la ciutat de Granada, i, juntament amb l'Alhambra, en un dels conjunts arquitectònics més destacables de l'arquitectura civil musulmana. Des de l'exterior es contemplen dos pavellons situats al nord i al sud, i comunicats per un pati recorregut pel curs de l'aigua. Els dos pavellons es troben molt reformats.

## Accés
El Generalife va tenir en el seu moment tres vies d'accés, una provinent de l'Alhambra, destinada al sultà i el seu seguici, una altra se situava cap a l'extrem sud-est, a prop del pavelló d'entrada, i una tercera al nord, per l'anomenada Portella dels moltons.
L'accés s'efectua avui dia pels denominats Jardins Nous i el Passeig dels Xiprers, fruit del saber fer de Francisco Prieto Moreno, que van ser iniciats el 1931, i en els quals va crear una concatenació d'espais oberts formats per xiprers. Els espais confinats reprodueixen models de patis de la Granada nassarita. La combinació dels referents històrics i la tradició granadina (sòls empedrats, l'ús de l'aigua, els exuberants massissos florals ...) fa dels Jardins Nous un lloc destacat, que molts consideren ja inseparable dels palaus als quals precedeixen. El 1954 s'hi va inaugurar un auditori a l'aire lliure, fonamentalment utilitzat per a les funcions de dansa del Festival de Música i Dansa de Granada.
A continuació dels jardins esmentats, s'accedeix al Generalife a través de dos patis d'entrada al conjunt arquitectònic nassarita, que com que està edificat en un vessant, s'escalona en estretes franges separades per murs de contenció. Així es varen crear una sèrie d'espais solitaris i íntims, característiques comunes a l'arquitectura musulmana, però també bolcats a les excepcionals vistes de la ciutat i l'Alhambra.
El primer pati al qual s'accedeix és l'anomenat del Apeadero (en català 'baixador'), per tenir un banc al costat del mur preparat per a la desmuntada del cavall. El segon, situat més alt, serveix de comunicació, per una escarpada escala, al Pati de la Séquia.

## Pati de la Séquia

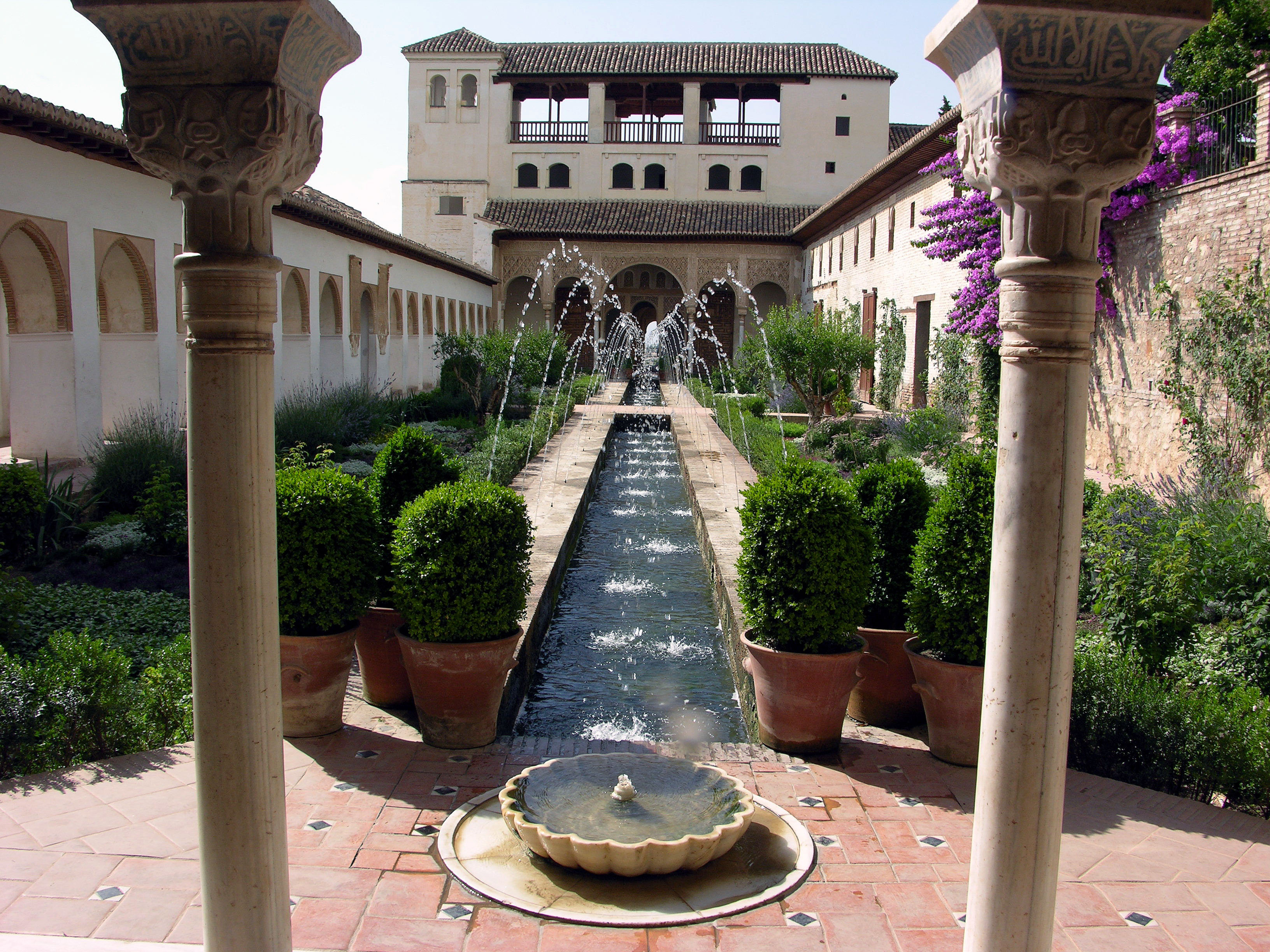
El Pati de la Séquia vist des de la Sala Règia.

El primer —i més emblemàtic— dels patis és l'anomenat de la Séquia. Respon a l'esquema àrab de pati quadripartit (Char-Bagh) d'origen persa i de gran tradició en Andalusia, però condicionat per la disposició eminentment longitudinal obligada pel terreny i potenciada per la presència de la Séquia Reial, que portava l'aigua a la resta dels horts i posteriorment a l'Alhambra. D'aquesta manera, l'altre braç de la creu queda tan sols insinuat per una interrupció en la vegetació, i una font baixa a la cruïlla de tots dos. La séquia està flanquejada per dues files de sortidors afegits en el segle xix que creuen els seus dolls d'aigua de forma espectacular. Cal no oblidar, que encara que el Generalife és, igual que l'Alhambra, una construcció eminentment musulmana, la influència cultural cristiana de les seves concepcions arquitectòniques sempre va ser de gran importància: amb anterioritat a 1492, pel constant tracte amb els regnes veïns i l'aïllament respecte a la resta de l'islam, i posteriorment, per l'ús i adaptació dels espais a les concepcions occidentals dutes a terme pels seus diferents propietaris i habitants. Un altre exemple del que s'ha dit és l'obertura al llarg del pati d'un ampli mirador ja en època cristiana.

## Sala Règia

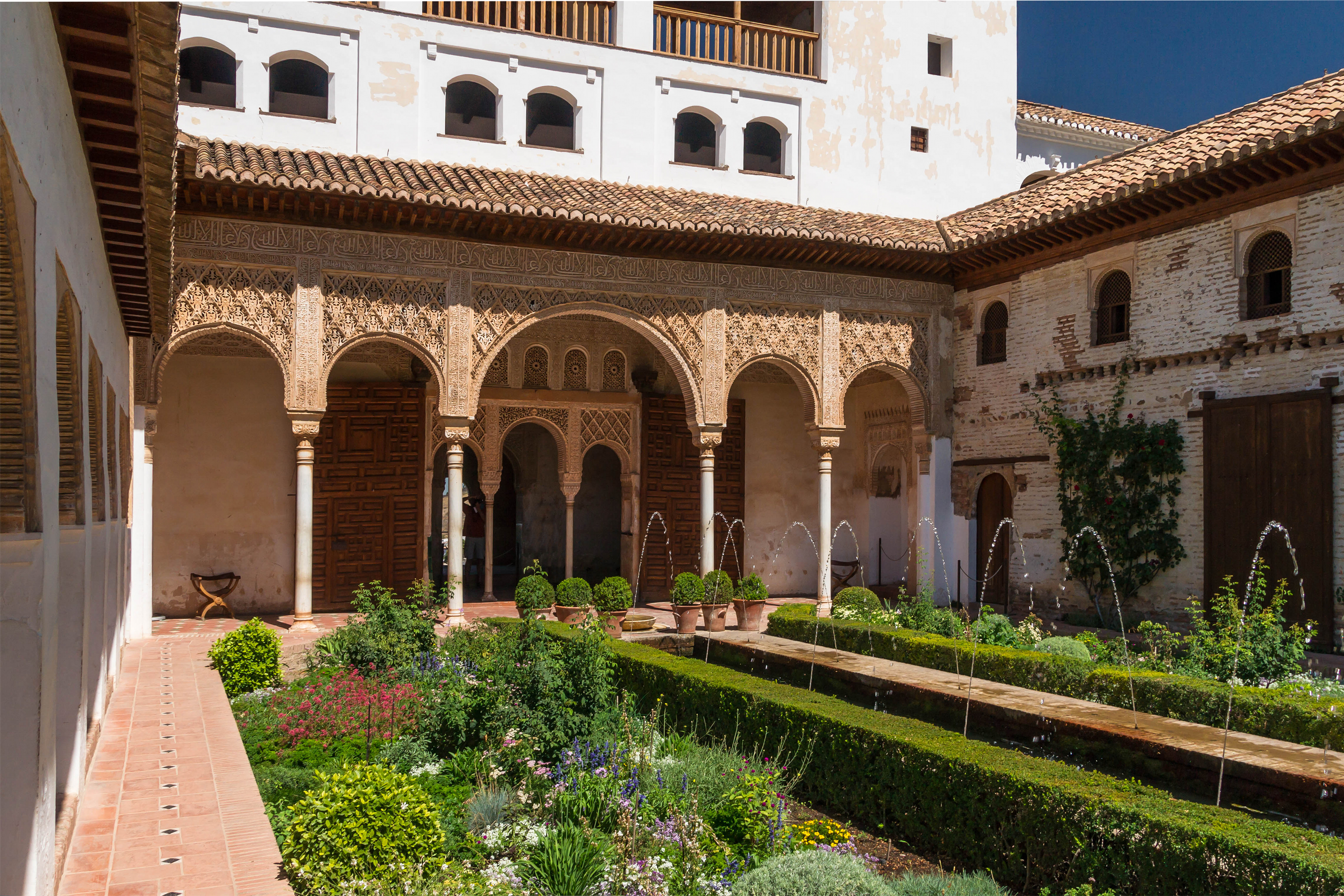
Pati de la Séquia i a continuació la Sala Règia

Al fons del pati de la Séquia, i després d'un pòrtic de cinc arcs, s'accedeix a la Sala Règia, decorada amb guixeries, i que condueix a una mirador del segle xiv. La decoració tant d'aquesta sala com de la resta del conjunt és comparativament més sòbria que la de les sales de l'Alhambra. Com a vil·la rural de descans, l'absència de fast devia ser preponderant. En paraules de Leopoldo Torres Balbás:
| « | En el Generalife tot és senzill i íntim. No hi ha res —arquitectura o naturalesa condicionada per la mà de l'home— que tracti de sorprendre'ns amb pretensions de magnificència o de monumentalitat. | » |

## Pati del Xiprer de la Sultana

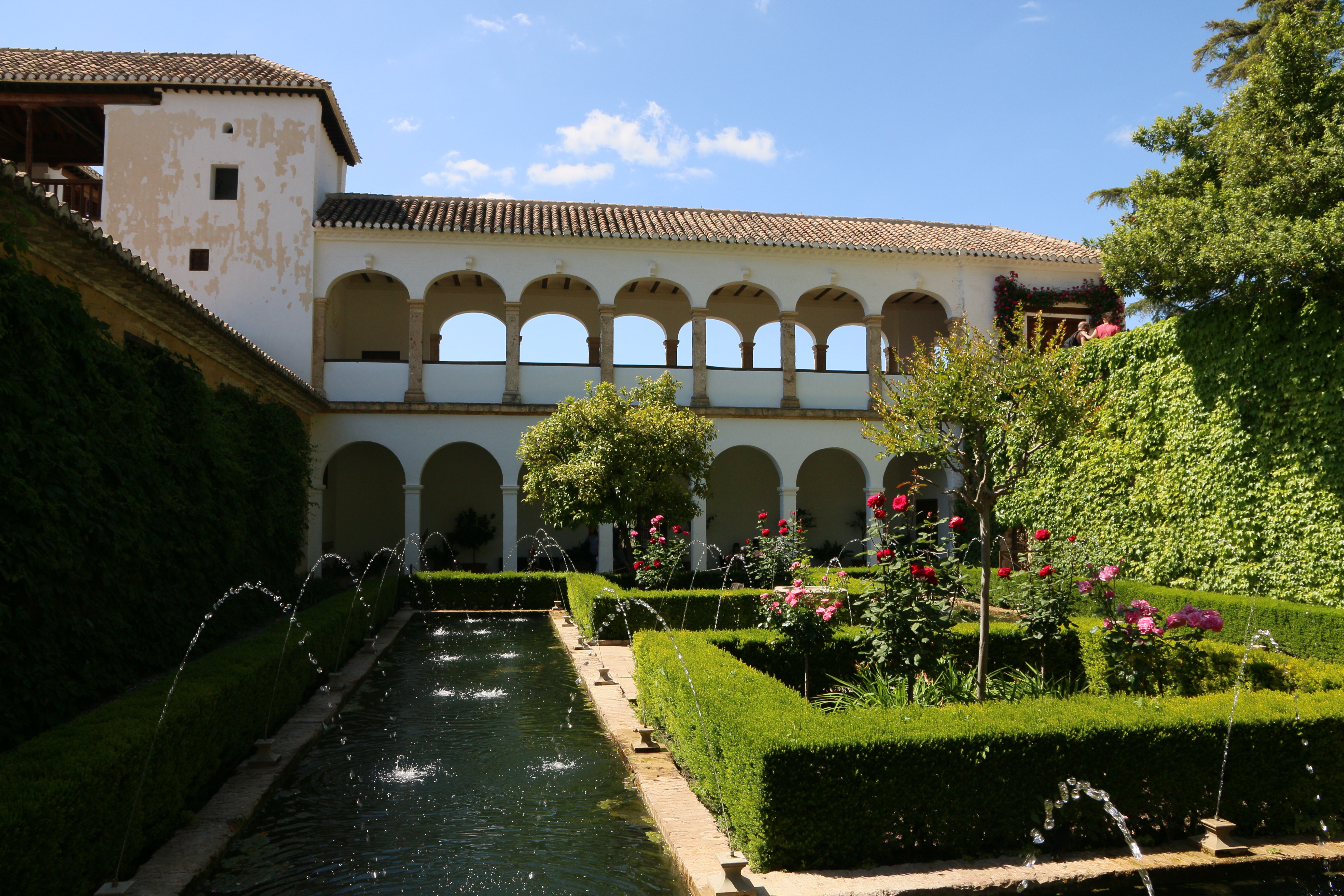
Pati del Xiprer de la Sultana

De la Sala Règia s'accedeix, a través d'unes escales, a un cos amb dues galeries renaixentistes, que conté el Pati del Xiprer de la Sultana, protagonista de misteris en la tradició granadina, i en el qual la llegenda narrada per Ginés Pérez de Hita, situa les trobades de l'esposa de Boabdil amb un cavaller, membre del clan dels abenserraigs, parent del sultà. El pati, molt modificat en època cristiana, conserva però la influència dels seus antics habitants, en el qual Chueca Goitia va donar a cridar invariants castissos, i l'encant romàntic dels seus sortidors i la seva frondosa vegetació. La construcció del pati es remunta a l'època compresa entre finals del segle xiii i el primer quart del segle xiv.

## Jardins Alts i l'Escala de l'Aigua

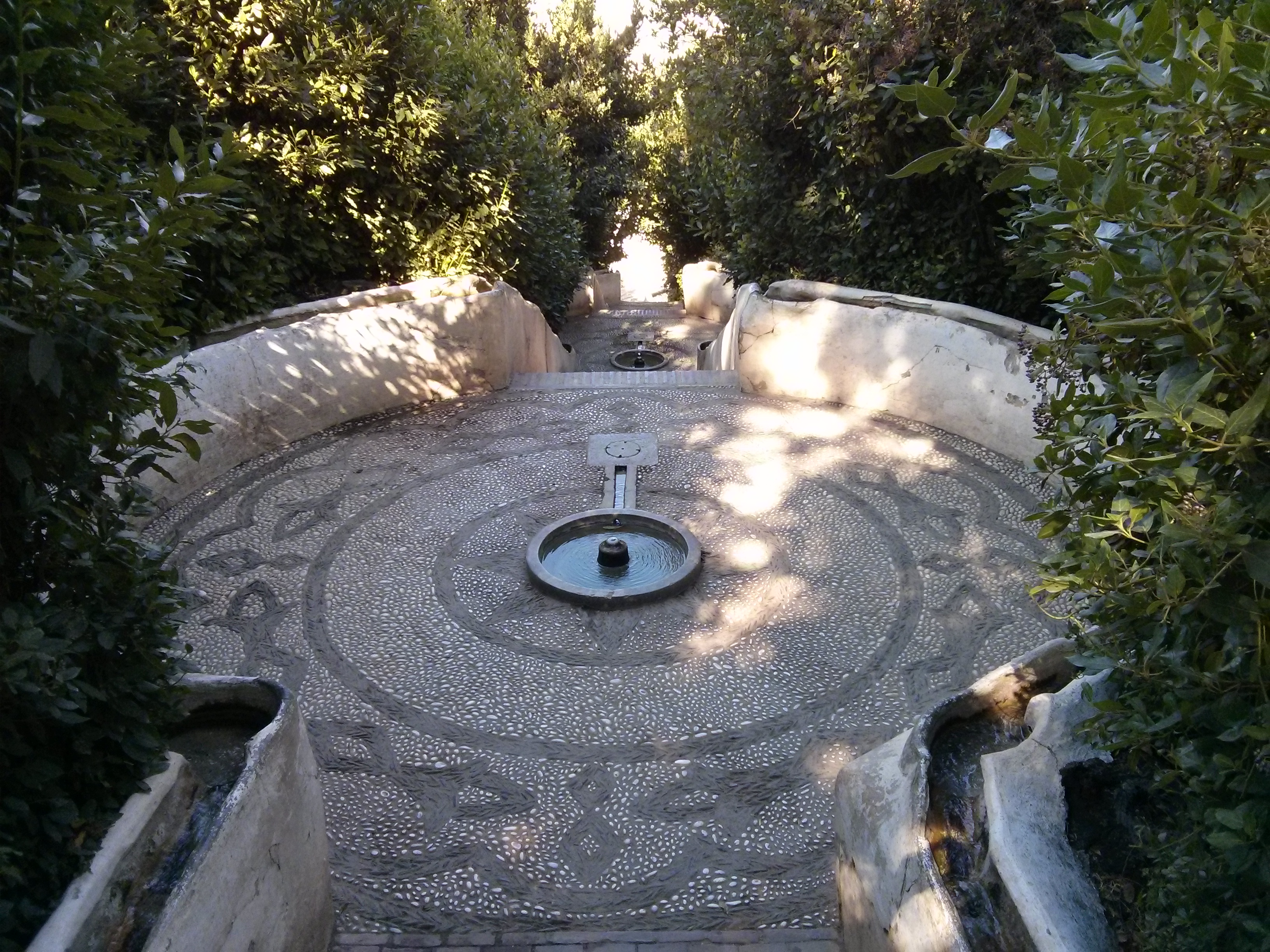
L'Escala de l'Aigua.

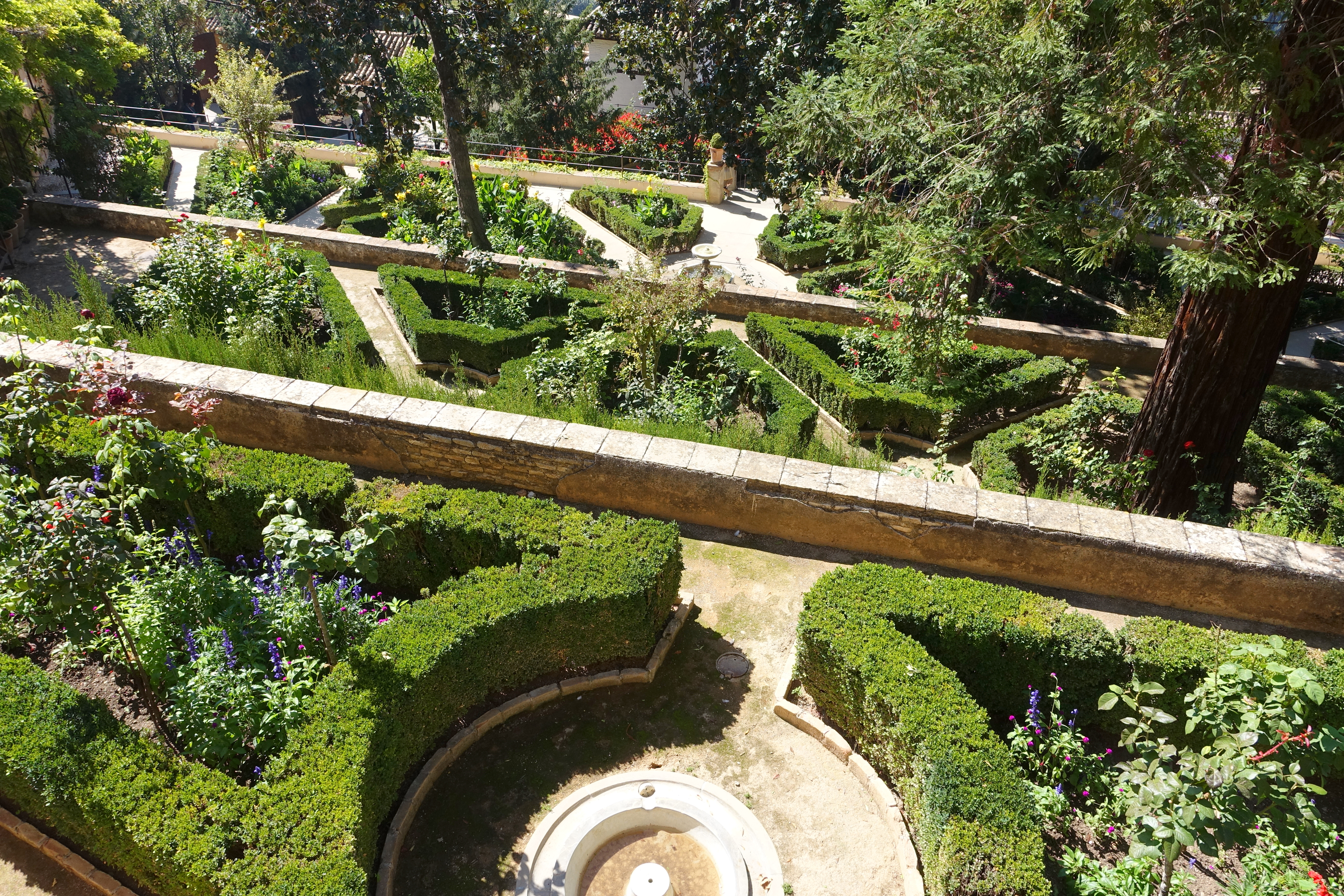
Jardins Alts

A continuació, i prosseguint l'ascens, a través de l'escala dels Lleons, s'arriba als denominats Jardins Alts del Palau. Per a això passarem per l'Escala de l'Aigua, enginyós artifici al servei del gaudiment dels sentits. L'objectiu principal d'aquesta escala era comunicar el palau del Generalife amb una petita capella situada a la part alta del turó. L'accés, en pendent, representava un problema que el mestre d'obres nassarita va saber salvar amb singular mestria: l'escala, interrompuda per diversos replans de planta circular presidits per fonts baixes, té com passamans dos canals fets amb teules, rajoles i emblanquinats. Per ells discorre l'aigua de la Séquia Reial, abrupta i irregular produint una simfonia de tranquil·litat i repòs, i humitejant l'ambient, tot sota una tancada volta de llorers. L'espai resultant, ombrívol i fresc, servia alhora per efectuar les ablucions prèvies a l'oració, i d'aquesta manera, es convertia en el sahn que tota mesquita requereix. L'escala és tota una lliçó arquitectònica de resposta a un condicionant sabent fer de la necessitat virtut i amb els materials més pobres.